# System of a Down
System of a Down (SOAD) és un grup de metal alternatiu i nu metal d'origen armeni, format a Los Angeles l'any 1995. Al començament es feien dir Soil, però després van adoptar el nom de System of a Down, inspirat en el poema «Victims of Down» escrit pel guitarrista del grup, Daron Malakian. La seva gira de 2015 va homenatjar les víctimes del genocidi armeni, començat en 1915.
Les seves cançons mantenen una ideologia en contra del maltractament infantil, la violència, la guerra, la pornografia, el domini dels diners sobre la societat, l'abús de poder, les diferències socials, físiques i ideològiques de cada ésser humà, la intolerància i la discriminació.
Els seus components són en Serj Tankian (veu/teclat/guitarra ocasional), Daron Malakian (guitarra/veu), Shavo Odadjian (baix) i John Dolmayan (bateria).
System of a Down fa servir una gran varietat d'instruments, incloent tota mena de guitarres, com l'elèctrica i la baritona, fins i tot una ampolla buida serveix d'instrument (a la cançó «Science» de l'àlbum Toxicity), mandolines elèctriques, guitarra clàssica de 12 cordes i altres instruments del continent asiàtic. Les seves influències provenen de les bandes que van començar tocant rock alternatiu. També tenen influències de gèneres com el heavy metal, punk rock, jazz fusion, folk, hard rock, rock psicodèlic, funk, rock clàssic, blues i música industrial. La seva fórmula social i musical l'ha mantingut sempre, des del llançament del seu primer treball discogràfic, l'any 1998, que va obtenir una acollida poitiva de la crítica musical. Va ser elegit el millor grup de rock alternatiu de l'any 2005 als MTV Europe Music Awards celebrats a Lisboa.
Arran de la Guerra de l'Alt Karabakh de 2020, i després de 15 anys de silenci musical, SOAD van tornar amb dues noves cançons, «Protect the land» i «Genocidal humanoidz», els beneficis de les quals es destinaren a les víctimes armènies del conflicte.

## Discografia

### Àlbums
| Any  | Àlbum             | Discogràfica                           |
| ---- | ----------------- | -------------------------------------- |
| 1998 | System of a Down  | American Recordings                    |
| 2001 | Toxicity          | American Recordings                    |
| 2002 | Steal This Album! | American Recordings / Columbia Records |
| 2005 | Mezmerize         | American Recordings / Columbia Records |
| 2005 | Hypnotize         | American Recordings / Columbia Records |

### Videoclips
- 1998 - Sugar (direcció a càrrec de Nathan Cox)
- 1998 - Spiders (direcció a càrrec de Charlie Deaux)
- 1999 - War? (direcció a càrrec d'Ezequiel Gonzalez)
- 2001 - Chop Suey! (direcció a càrrec de Marcos Siega i Shavo Odadjian)
- 2002 - Toxicity (direcció a càrrec de Shavo Odadjian)
- 2002 - Aerials (direcció a càrrec de Shavo Odadjian)
- 2003 - Boom! (direcció a càrrec de Michael Moore)
- 2005 - B.Y.O.B. (direcció a càrrec de Jake Nava)
- 2005 - Question! (direcció a càrrec de Shavo Odadjian i Howard Greenhalgh)
- 2005 - Hypnotize (direcció a càrrec de Shavo Odadjian)
- 2006 - Lonely Day (direcció a càrrec de Josh Melnick i Xander Charity)
- 2020 - Genocidal Humanoidz (direcció a càrrec de Shavo Odadjian i Adam Mason)
- 2020 - Protect The Land (direcció a càrrec de Ara Soudjian i Shavo Odadjian)

### Senzills
- The Metro (1996)
- War? (1997)
- Sugar (1998)
- Spiders (1999)
- Chop Suey! (2001)
- Toxicity (2002)
- Aerials (2002)
- Boom!(2003)
- I-E-A-I-A-I-O (2003)
- Innervision(2004)
- B.Y.O.B. (2005)
- Question! (2005)
- Hypnotize (2005)
- Lonely Day(Mar.) (2006)
- Protect The Land / Genocidal Humanoidz (2020)